# Zacatecoxco
Zacatecoxco är en ort i Mexiko.   Den ligger i kommunen Tehuipango och delstaten Veracruz, i den sydöstra delen av landet, 240 km öster om huvudstaden Mexico City. Zacatecoxco ligger 2 356 meter över havet och antalet invånare är 235.
Terrängen runt Zacatecoxco är kuperad söderut, men norrut är den bergig. Runt Zacatecoxco är det ganska tätbefolkat, med 134 invånare per kvadratkilometer. Närmaste större samhälle är Zongolica, 18,6 km nordost om Zacatecoxco. Omgivningarna runt Zacatecoxco är en mosaik av jordbruksmark och naturlig växtlighet.